# حوض الندى
قرية حوض الندى هي إحدى القرى التابعة لمركز بلبيس في محافظة الشرقية في جمهورية مصر العربية. حسب إحصاءات سنة 2006، بلغ إجمالي السكان في حوض الندى 2112 نسمة، منهم 1085 رجل و1027 امرأة.